# Життя — зоопарк
«Життя — Зоопарк» — анімаційний серіал канадського виробництва.

## Сюжет
Мультсеріал є пародією на реаліті-шоу «Великий Брат», навіть сюжет схожий. Сім дуже різних учасників проживають в особняку «Десь у Саскачевані, де борються між собою, щоб уникнути вимирання. Не зважаючи на це, померлі персонажі повертаються в наступній серії. Крім того в кожній серії показується пародія на музичні кліпи різних виконавців.

## Головні герої
- Рей — орангутан, який часто робить безглузді речі. Він крикливий, має червоні, неначе налиті кров’ю, очі, і навіть трохи божевільний. Він любить рок і стверджує що його батьки часто ходили на вечірки, через що він завжди був самотнім.

1. ↑  http://dbpedia.org/resource/Life's_a_Zoo